# Alignan-du-Vent
Alignan-du-Vent är en kommun i departementet Hérault i regionen Occitanien i södra Frankrike. Kommunen ligger i kantonen Servian som tillhör arrondissementet Béziers. År 2022 hade Alignan-du-Vent 1 761 invånare.

## Befolkningsutveckling
Antalet invånare i kommunen Alignan-du-Vent
Referens:INSEE